# Víctor Giorgi
Víctor Giorgi (1 de junio de 1952) es un psicólogo, profesor, funcionario y decano uruguayo. 
Fungió como decano de la Facultad de Psicología de la Universidad de la República en dos períodos consecutivos en 1999 - 2003 y 2003 - 2005. También fue presidente del Instituto del Niño y Adolescente del Uruguay (INAU) entre 2005 y 2009.

## Biografía
Se recibió de Psicólogo en 1977. 
También realizó estudios de posgrado en Administración de Servicios de Salud, Planificación Estratégica y Formación de Recursos Humanos en Salud. 
Fue docente universitario desde 1980 hasta el 2005 (año en que asume la presidencia del INAU). Fue en 1993 y hasta el 2005 profesor titular del Área de la Salud en la Facultad de Psicología de la Universidad de la República y es también autor de diversas ponencias y publicaciones sobre temas de su especialidad.
En el año 2005 debió optar por un nuevo mandato al frente del Decanato de la Facultad de Psicología y el cargo ofrecido por el presidente electo Tabaré Vázquez a la presidencia del INAU, optando finalmente por este último. En el mismo se desempeñó hasta el 27 de febrero de 2009, fecha en que presentó su renuncia, debido a la crisis del organismo, y precipitada principalmente a los cuestionamientos realizados por el sacerdote católico Mateo Méndez, el cual a su vez había renunciado en la anterior jornada al Instituto Técnico de Rehabilitación Juvenil (Interj). Giorgi fue sustituido en el cargo por la diputada Nora Castro.
El 17 de abril Víctor Giorgi asume la Dirección General del Instituto Interamericano del Niño, la Niña y Adolescentes (IIN OEA), Organismo Especializado de la OEA  en materia de niñez y adolescencia, para el periodo 2015-2019.
| Predecesor: Fernando Repetto | Presidente del INAU 2005 - 2009 | Sucesor: Nora Castro |